# Ованнисян, Григор Юрьевич
Григор Юрьевич Ованнисян (арм. Գրիգոր Յուրիի Հովհաննիսյան; род. 26 января 1971, Ереван) — армянский дипломат. Посол Армении в Мексике (2013—2016) и США (2016—2018).

## Биография
Родился 26 января 1971 года в Ереване. В 1987—1992 годах обучался арабистике на факультете востоковедения Ереванского государственного университета (ЕГУ). В 1992—1993 годах обучался в Университете Айказян в Бейруте.
В 1994—2000, 2001—2004 и 2006 годах работал в структурах ООН.
В 2000—2001 годах обучался в магистратуре Флетчеровской школы права и дипломатии Университета Тафтса в Большом Бостоне, изучал международные отношения и Средний Восток.
В 2005—2008 годах преподавал по теме «Политические и экономические системы Ближнего Востока» на кафедре арабистики ЕГУ.
В 2007—2009 годах являлся исполнительным директором фонда «Возрождение Шуши».
В 2009—2013 годах являлся генеральным консулом Армении в Лос-Анджелесе. В 2013—2016 годах являлся послом Армении в Мексике. В 2014—2016 годах по совместительству являлся послом Армении на Коста-Рике, на Кубе, в Гватемале и в Панаме. В 2016—2018 годах являлся послом Армении в США.
Имеет дипломатический ранг чрезвычайного и полномочного посла. Знает английский, арабский, испанский, русский и французский языки. Женат, имеет двоих детей.